# 奥居徳昌
奥居 徳昌（おくい のりまさ、1944年4月23日 - 2013年10月23日）は、日本の工学者・化学者。東京工業大学名誉教授。工学博士（課程）。専門は高分子科学・材料科学。
東京都出身。1968年、東京理科大学理学部応用化学科卒業。1973年、東京工業大学大学院理工学研究科修了。1977年、東京工業大学助手。1982年、東京工業大学工学部助教授。1990年、東京工業大学工学部教授。2013年10月23日、死去。69歳。

## 主な所属学会
- アメリカ化学会
- アメリカ物理学会
- 応用物理学会
- 高分子学会
- 繊維学会

## 主な受賞
- 繊維学会論文賞 (1982、国内) [4]
- 日本材料科学会論文賞 (1990、国内)
- 繊維学会賞 (1994、国内)

## 主な著書
- Maximum crystal growth rate and its corresponding state in polymeric materials(2003)
- Precision Polymers and Nano-Organized Systems(2000)
- Layer-by-Layer Polycondensation of Nylon-66 with Normal Molecular Orientation by Alternating Vapor Deposition Polymerization(1998)
- 『高分子の結晶 - 高分子サイエンス One Point 4』共立出版、1993年
  - 『高分子の結晶 - 高分子基礎科学 One Point 8 - 構造 II』共立出版、2012年
- 『化学辞典 第2版』（共編）、森北出版、2009年